# Метастронгилёз
Метастронгилёз (лат. metastrongylosis) — гельминтоз из группы нематодозов, протекает с явлениями бронхита и бронхопневмонии.
Возбудитель — Metastrongylus elongatus, паразитирует в дыхательных путях. Длина самки составляет от 20 до 50 мм, самца — от 11 до 25 мм.
Гельминт паразитирует в основном у свиней, крупного и мелкого рогатого скота, собак, редко у человека. Промежуточный хозяин — дождевые черви. Человек заражается через руки, на которые попадают личинки при раздавливании червей (например при полевых работах).
В основе патогенеза — сенсибилизация больного гельминтами и механическое воздействие их на ткани. Возникают бронхит, трахеит, пневмония. Диагноз ставится на основании на обнаружении в кале и мокроте яиц гельминтов, иногда с мокротой отходят и сами гельминты.